# ایر کیریباتی
ایر کیریباتی (به انگلیسی: Air Kiribati) یک شرکت هواپیمایی با کد یاتا 4A است که در تاریخ ۱ آوریل ۱۹۹۵ میلادی تأسیس شده است.
دفتر مرکزی ایر کیریباتی در تاراوای جنوبی، کیریباتی واقع شده‌است و قطب این شرکت هواپیمایی در فرودگاه بین‌المللی بونریکی قرار دارد و به ۱۷ مقصد، پرواز مستقیم انجام می‌دهد.